# Seznam trenerjev Kansas City Scouts
Trenerji NHL moštva Kansas City Scouts. 
- Bep Guidolin, 1974–76
- Sid Abel, 1975–76
- Eddie Bush, 1975–76